# Drill
La drill è un genere musicale, derivato della musica trap, nata nel South Side di Chicago intorno al 2010. Essa è caratterizzata da testi violenti e nichilistici, da un uso frequente di auto-tune sulla voce e da beat con sonorità trap.
Il termine drill (dal verbo to drill, lett. "trapanare") infatti, proviene dallo slang di strada di Chicago e indica aggredire o vendicarsi per mezzo di un'arma da fuoco automatica. Il rapper Pac Man del quartiere di Dro City è considerato l'iniziatore stilistico del genere e viene accreditato come il primo artista ad aver usato il termine in ambito musicale già agli inizi degli anni duemila; il genere cominciò a divenir popolare nel 2012 dopo il successo di rapper come Chief Keef, Lil Durk, Fredo Santana, SD e Lil Reese, e di produttori come Young Chop. La drill di Chicago è riemersa a partire dal 2018 con artisti come King Von, Polo G e anche con un rinnovato Lil Durk, influenzando anche molti artisti locali a continuare il genere..
Un sottogenere di drill – il drill britannico o UK drill – è nato anche oltreoceano, nel distretto di Brixton a Londra, sempre nel 2012; esso ha raggiunto la popolarità pochi anni dopo, influenzando la creazione di altre scene regionali, come quella irlandese e australiana.

## Caratteristiche
I testi della drill tendono a riflettere la vita di strada e ad essere particolarmente grintosi, violenti e nichilisti: secondo Lucy Stehlik di The Guardian «la drill nichilista riflette la vita reale, dove le controparti hip hop perfettamente pulite hanno fallito». I soggetti contrastano fortemente le tematiche affrontate precedentemente dai rapper di Chicago e dell'hip hop contemporaneo mainstream, che durante l'ascesa della drill celebrava la ricchezza e il lusso.

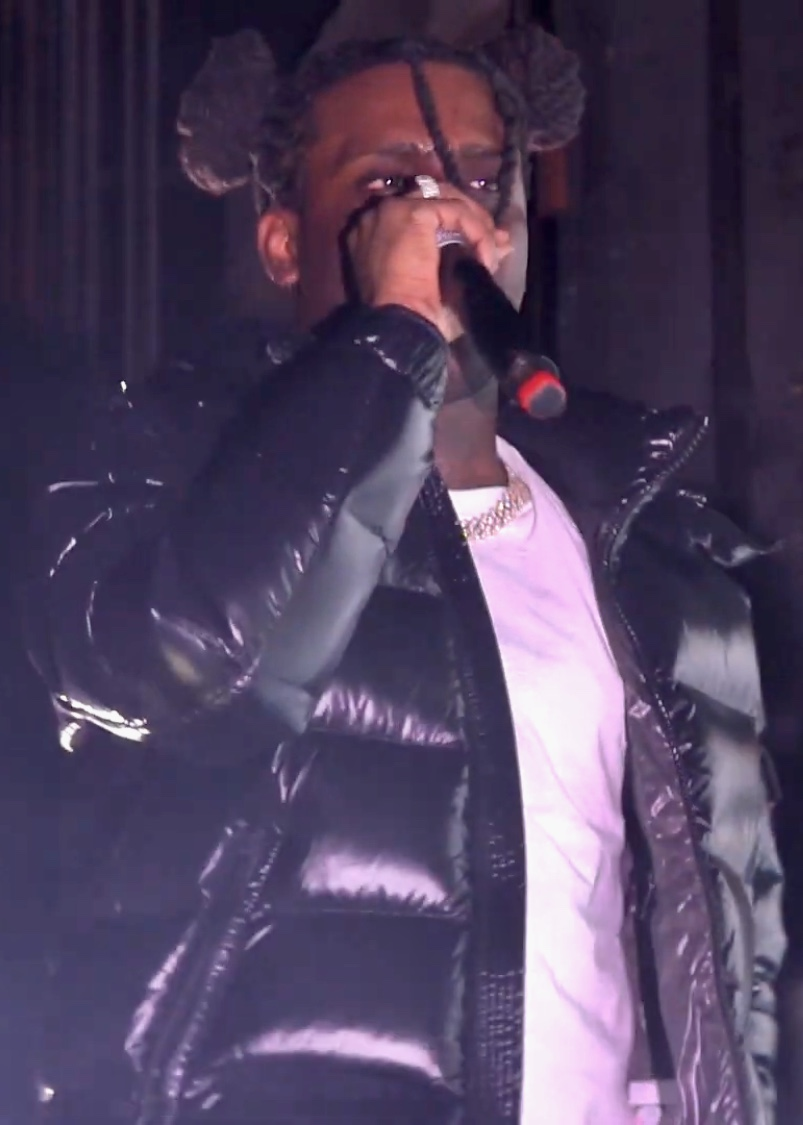
Chief Keef è stato il rapper che ha portato il drill sulla scena internazionale, grazie al successo guadagnato con i singoli I Don't Like e Love Sosa del 2012

Le sonorità della drill, similmente alla trap, tendono ad essere arcigne, impassibili e le voci sono spesso modellate con l'auto-tune, influenzate dal «canto intrippato, senza scopo, di Soulja Boy (uno dei primi collaboratori di Chief Keef non locali) e di Lil Wayne prima di lui». I rapper di Atlanta Gucci Mane e Waka Flocka Flame hanno avuto un'influenza importante sul genere. Sebbene abbia molte somiglianze con la trap, la velocità di un beat drill è generalmente più lenta e con un tempo moderato, di circa 60-70 battiti per minuto.
I musicisti della drill tendono ad essere giovani: molti artisti di spicco nella scena hanno iniziato ad avere popolarità da adolescenti. Uno dei musicisti più importanti del genere, Chief Keef, aveva sedici anni quando firmò un contratto multimilionario con l'etichetta Interscope Records. I critici musicali hanno notato una mancanza di cura nella scrittura di metafore o giochi di parole nei testi del genere. Keef ha detto che il suo flow semplicistico è una scelta stilistica voluta: «so cosa sto facendo. L'ho padroneggiato. E non uso nemmeno metafore o punchline. Perché non ne ho bisogno. Ma potrei [...] penso che sia troppo. Preferirei dire solo cose che stanno accadendo adesso. [...] Non mi piacciono molto metafore o punchline in questo modo». Whet Moser di Chicago ha scritto che le canzoni di Keef sono «liricamente, ritmicamente ed emotivamente deboli, ecco perché suonano così senz'aria e claustrofobiche...non è nemmeno fatalistico, perché ciò implicherebbe un'autocoscienza, una considerazione morale, che non c'è nei testi. È e basta, ancora e ancora». Il quotidiano statunitense The New York Times ha analizzato l'aggressività del genere:
(Jon Caramanica, The New York Times)
Le artiste donne sono state rappresentate nella scena drill sin dalle sue origini. Miles Raymer di Pitchfork ha detto che «invece di rappare sull'essere un 'hitta' – termine locale per definire un tiratore – hanno rappato sull'essere innamorate di 'hittas'. Altrimenti, hanno cavalcato gli stessi ritmi sociopatici e ghiacciati degli stessi produttori come gli altri rapper della drill, rivelandosi altrettanto dure». Le musiciste della drill uniscono temi di violenza e amore nelle loro canzoni; Katie Got Bandz ha detto che «è diverso perché i maschi non si aspettano che una donna rappi sulla drill. Sono abituati alle femmine che si vendono».
Stehlik ha chiamato lo stile delle produzioni drill «cugino del footwork birichino, del southern hip hop e degli 808 sparati della trap». Young Chop è stato spesso identificato dalla critica come uno dei produttori più caratteristici della drill. Il sound della trap prodotta da Lex Luger è una delle maggiori influenze sul genere, e Young Chop identifica Shawty Redd, Drumma Boy e Zaytoven come precursori importanti della drill.
Tra la fine del 2018 e l'inizio del 2020 si è sviluppata in Gran Bretagna una nuova variante della drill, influenzata anche dal grime, denominata UK drill o drill britannica. Si caratterizza dal punto di vista strumentale per beat molto semplici con melodie cupe, hi-hats sincopati e il basso 808 carico di slides. La collaborazione tra rapper di New York e produttori drill ha portato questo sottogenere alla fama anche negli Stati Uniti tramite artisti come Pop Smoke, Fivio Foreign, Lil Tjay, Sheff G ed altri.